# Dawid Lasek
Dawid Lasek (ur. 1975) – polski prawnik i urzędnik państwowy, w latach 2016–2017 podsekretarz stanu w Ministerstwie Sportu i Turystyki.

## Życiorys
Pochodzi z Jarosławia. Ukończył studia na Wydziale Prawa i Administracji oraz Zarządzania i Komunikacji Społecznej Uniwersytetu Jagiellońskiego. Był sekretarzem naukowym polsko-francuskiego studium europeistyki przy Uniwersytecie Paris 13, IUT de Saint Denis. Współpracował z Uniwersytetem Papieskim w Krakowie. Od 2001 związany z Stowarzyszeniem Euroregion Karpacki Polska, gdzie kierował projektami transkarpackimi, a w 2007 został wiceprezesem. Był członkiem zespołu ds. turystyki zrównoważonej Konwencji Karpackiej. Od 2006 do 2007 kierował departamentem współpracy regionalnej w Ministerstwie Rozwoju Regionalnego. 26 kwietnia 2016 powołany na stanowisko podsekretarza stanu w Ministerstwie Sportu i Turystyki, odpowiadającego za turystykę. Odwołany z funkcji z dniem 2 czerwca 2017.
W dniu 27 maja 2020 roku powołany na stanowisko Pełnomocnika Rektora ds. Informacji i Analiz Transgranicznych w Państwowej Wyższej Szkole Techniczno-Ekonomicznej w Jarosławiu.
Mieszka w Rzeszowie. Posługuje się pięcioma językami obcymi: angielskim, francuskim, rosyjskim, słowackim oraz ukraińskim.
Od 11 grudnia 2023 roku pełni funkcję Prezesa Stowarzyszenia Euroregion Karpacki Polska w którym zastąpił Józefa Jodłowskiego z uwagi na objęcie przez niego funkcji Senatora RP. 